# René van Bourbon-Parma

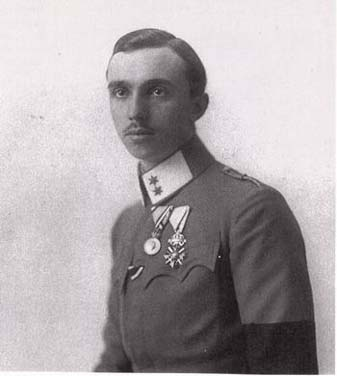
Prins René van Bourbon-Parma

René Karel Maria Jozef van Bourbon-Parma (Schwarzau am Steinfeld, 17 oktober 1894 - Kopenhagen, 30 juli 1962) was een prins uit het huis Bourbon-Parma.
Hij was een van de in totaal vierentwintig kinderen van hertog Robert I van Parma en diens tweede vrouw Maria Antonia van Bragança. Hij was een broer van de laatste keizerin van Oostenrijk Zita en  van Felix, de echtgenoot van groothertogin Charlotte van Luxemburg. Hij was een oom van de latere echtgenoot van de Nederlandse prinses Irene, Karel Hugo van Bourbon-Parma.
Zelf trouwde hij op 9 juni 1921 met prinses Margarethe van Denemarken, een dochter van prins Waldemar en diens vrouw Marie van Bourbon-Orléans. Zij was een kleindochter van de Deense koning Christiaan IX.
Het paar kreeg de volgende kinderen:
- Jacques van Bourbon-Parma (9 juni 1922 – 5 november 1964)
- Anne van Bourbon-Parma (18 september 1923 – 1 augustus 2016), later getrouwd met de Roemeense koning Michaël I van Roemenië (1921-2017)
- Michael van Bourbon-Parma (4 maart 1926 – 7 juli 2018)
- André van Bourbon-Parma (6 maart 1928 – 22 oktober 2011)

## Kwartierstaat
| Karel II van Bourbon-Parma (1799-1883) | Karel II van Bourbon-Parma (1799-1883) | Karel II van Bourbon-Parma (1799-1883) | Karel II van Bourbon-Parma (1799-1883) | Karel II van Bourbon-Parma (1799-1883)  | Karel II van Bourbon-Parma (1799-1883)  | Maria Theresia van Sardinië (1803-1879) | Maria Theresia van Sardinië (1803-1879) | Maria Theresia van Sardinië (1803-1879) | Maria Theresia van Sardinië (1803-1879) | Maria Theresia van Sardinië (1803-1879) | Maria Theresia van Sardinië (1803-1879) |                                        |                                        | Karel Ferdinand van Berry (1778−1820)  | Karel Ferdinand van Berry (1778−1820)  | Karel Ferdinand van Berry (1778−1820)  | Karel Ferdinand van Berry (1778−1820)  | Karel Ferdinand van Berry (1778−1820)  | Karel Ferdinand van Berry (1778−1820)  | Maria Carolina van Bourbon-Sicilië (1798−1870) | Maria Carolina van Bourbon-Sicilië (1798−1870) | Maria Carolina van Bourbon-Sicilië (1798−1870) | Maria Carolina van Bourbon-Sicilië (1798−1870) | Maria Carolina van Bourbon-Sicilië (1798−1870) | Maria Carolina van Bourbon-Sicilië (1798−1870) |                                     |                                     | Johan VI van Portugal (1767-1826)   | Johan VI van Portugal (1767-1826)   | Johan VI van Portugal (1767-1826) | Johan VI van Portugal (1767-1826) | Johan VI van Portugal (1767-1826)  | Johan VI van Portugal (1767-1826)  | Charlotte Joachime van Bourbon (1775-1830) | Charlotte Joachime van Bourbon (1775-1830) | Charlotte Joachime van Bourbon (1775-1830) | Charlotte Joachime van Bourbon (1775-1830) | Charlotte Joachime van Bourbon (1775-1830) | Charlotte Joachime van Bourbon (1775-1830) |                                        |                                        | Constantijn van Löwenstein-Wertheim-Rosenberg (1802–1838) | Constantijn van Löwenstein-Wertheim-Rosenberg (1802–1838) | Constantijn van Löwenstein-Wertheim-Rosenberg (1802–1838) | Constantijn van Löwenstein-Wertheim-Rosenberg (1802–1838) | Constantijn van Löwenstein-Wertheim-Rosenberg (1802–1838) | Constantijn van Löwenstein-Wertheim-Rosenberg (1802–1838) | Maria Agnes Henriette van Hohenlohe-Langenburg (1804–1835)     | Maria Agnes Henriette van Hohenlohe-Langenburg (1804–1835)     | Maria Agnes Henriette van Hohenlohe-Langenburg (1804–1835)     | Maria Agnes Henriette van Hohenlohe-Langenburg (1804–1835)     | Maria Agnes Henriette van Hohenlohe-Langenburg (1804–1835)     | Maria Agnes Henriette van Hohenlohe-Langenburg (1804–1835)     |  |  |  |  |  |  |  |  |  |  |  |  |  |  |  |  |  |  |  |  |  |  |  |  |  |  |  |  |  |  |  |  |  |  |  |  |  |  |  |  |  |  |  |  |  |  |  |  |
| Karel II van Bourbon-Parma (1799-1883) | Karel II van Bourbon-Parma (1799-1883) | Karel II van Bourbon-Parma (1799-1883) | Karel II van Bourbon-Parma (1799-1883) | Karel II van Bourbon-Parma (1799-1883)  | Karel II van Bourbon-Parma (1799-1883)  | Maria Theresia van Sardinië (1803-1879) | Maria Theresia van Sardinië (1803-1879) | Maria Theresia van Sardinië (1803-1879) | Maria Theresia van Sardinië (1803-1879) | Maria Theresia van Sardinië (1803-1879) | Maria Theresia van Sardinië (1803-1879) |                                        |                                        | Karel Ferdinand van Berry (1778−1820)  | Karel Ferdinand van Berry (1778−1820)  | Karel Ferdinand van Berry (1778−1820)  | Karel Ferdinand van Berry (1778−1820)  | Karel Ferdinand van Berry (1778−1820)  | Karel Ferdinand van Berry (1778−1820)  | Maria Carolina van Bourbon-Sicilië (1798−1870) | Maria Carolina van Bourbon-Sicilië (1798−1870) | Maria Carolina van Bourbon-Sicilië (1798−1870) | Maria Carolina van Bourbon-Sicilië (1798−1870) | Maria Carolina van Bourbon-Sicilië (1798−1870) | Maria Carolina van Bourbon-Sicilië (1798−1870) |                                     |                                     | Johan VI van Portugal (1767-1826)   | Johan VI van Portugal (1767-1826)   | Johan VI van Portugal (1767-1826) | Johan VI van Portugal (1767-1826) | Johan VI van Portugal (1767-1826)  | Johan VI van Portugal (1767-1826)  | Charlotte Joachime van Bourbon (1775-1830) | Charlotte Joachime van Bourbon (1775-1830) | Charlotte Joachime van Bourbon (1775-1830) | Charlotte Joachime van Bourbon (1775-1830) | Charlotte Joachime van Bourbon (1775-1830) | Charlotte Joachime van Bourbon (1775-1830) |                                        |                                        | Constantijn van Löwenstein-Wertheim-Rosenberg (1802–1838) | Constantijn van Löwenstein-Wertheim-Rosenberg (1802–1838) | Constantijn van Löwenstein-Wertheim-Rosenberg (1802–1838) | Constantijn van Löwenstein-Wertheim-Rosenberg (1802–1838) | Constantijn van Löwenstein-Wertheim-Rosenberg (1802–1838) | Constantijn van Löwenstein-Wertheim-Rosenberg (1802–1838) | Maria Agnes Henriette van Hohenlohe-Langenburg (1804–1835)     | Maria Agnes Henriette van Hohenlohe-Langenburg (1804–1835)     | Maria Agnes Henriette van Hohenlohe-Langenburg (1804–1835)     | Maria Agnes Henriette van Hohenlohe-Langenburg (1804–1835)     | Maria Agnes Henriette van Hohenlohe-Langenburg (1804–1835)     | Maria Agnes Henriette van Hohenlohe-Langenburg (1804–1835)     |  |  |  |  |  |  |  |  |  |  |  |  |  |  |  |  |  |  |  |  |  |  |  |  |  |  |  |  |  |  |  |  |  |  |  |  |  |  |  |  |  |  |  |  |  |  |  |  |
|                                        |                                        |                                        |                                        |                                         |                                         |                                         |                                         |                                         |                                         |                                         |                                         |                                        |                                        |                                        |                                        |                                        |                                        |                                        |                                        |                                                |                                                |                                                |                                                |                                                |                                                |                                     |                                     |                                     |                                     |                                   |                                   |                                    |                                    |                                            |                                            |                                            |                                            |                                            |                                            |                                        |                                        |                                                           |                                                           |                                                           |                                                           |                                                           |                                                           |                                                                |                                                                |                                                                |                                                                |                                                                |                                                                |  |  |  |  |  |  |  |  |  |  |  |  |  |  |  |  |  |  |  |  |  |  |  |  |  |  |  |  |  |  |  |  |  |  |  |  |  |  |  |  |  |  |  |  |  |  |  |  |
|                                        |                                        |                                        |                                        | Karel III van Bourbon-Parma (1823-1854) | Karel III van Bourbon-Parma (1823-1854) | Karel III van Bourbon-Parma (1823-1854) | Karel III van Bourbon-Parma (1823-1854) | Karel III van Bourbon-Parma (1823-1854) | Karel III van Bourbon-Parma (1823-1854) |                                         |                                         |                                        |                                        |                                        |                                        | Louise Maria van Frankrijk (1819-1864) | Louise Maria van Frankrijk (1819-1864) | Louise Maria van Frankrijk (1819-1864) | Louise Maria van Frankrijk (1819-1864) | Louise Maria van Frankrijk (1819-1864)         | Louise Maria van Frankrijk (1819-1864)         |                                                |                                                |                                                |                                                |                                     |                                     |                                     |                                     |                                   |                                   | Michaël I van Portugal (1802-1866) | Michaël I van Portugal (1802-1866) | Michaël I van Portugal (1802-1866)         | Michaël I van Portugal (1802-1866)         | Michaël I van Portugal (1802-1866)         | Michaël I van Portugal (1802-1866)         |                                            |                                            |                                        |                                        |                                                           |                                                           | Adelheid van Löwenstein- Wertheim-Rosenberg (1831-1909)   | Adelheid van Löwenstein- Wertheim-Rosenberg (1831-1909)   | Adelheid van Löwenstein- Wertheim-Rosenberg (1831-1909)   | Adelheid van Löwenstein- Wertheim-Rosenberg (1831-1909)   | Adelheid van Löwenstein- Wertheim-Rosenberg (1831-1909)        | Adelheid van Löwenstein- Wertheim-Rosenberg (1831-1909)        |                                                                |                                                                |                                                                |                                                                |  |  |  |  |  |  |  |  |  |  |  |  |  |  |  |  |  |  |  |  |  |  |  |  |  |  |  |  |  |  |  |  |  |  |  |  |  |  |  |  |  |  |  |  |  |  |  |  |
|                                        |                                        |                                        |                                        | Karel III van Bourbon-Parma (1823-1854) | Karel III van Bourbon-Parma (1823-1854) | Karel III van Bourbon-Parma (1823-1854) | Karel III van Bourbon-Parma (1823-1854) | Karel III van Bourbon-Parma (1823-1854) | Karel III van Bourbon-Parma (1823-1854) |                                         |                                         |                                        |                                        |                                        |                                        | Louise Maria van Frankrijk (1819-1864) | Louise Maria van Frankrijk (1819-1864) | Louise Maria van Frankrijk (1819-1864) | Louise Maria van Frankrijk (1819-1864) | Louise Maria van Frankrijk (1819-1864)         | Louise Maria van Frankrijk (1819-1864)         |                                                |                                                |                                                |                                                |                                     |                                     |                                     |                                     |                                   |                                   | Michaël I van Portugal (1802-1866) | Michaël I van Portugal (1802-1866) | Michaël I van Portugal (1802-1866)         | Michaël I van Portugal (1802-1866)         | Michaël I van Portugal (1802-1866)         | Michaël I van Portugal (1802-1866)         |                                            |                                            |                                        |                                        |                                                           |                                                           | Adelheid van Löwenstein- Wertheim-Rosenberg (1831-1909)   | Adelheid van Löwenstein- Wertheim-Rosenberg (1831-1909)   | Adelheid van Löwenstein- Wertheim-Rosenberg (1831-1909)   | Adelheid van Löwenstein- Wertheim-Rosenberg (1831-1909)   | Adelheid van Löwenstein- Wertheim-Rosenberg (1831-1909)        | Adelheid van Löwenstein- Wertheim-Rosenberg (1831-1909)        |                                                                |                                                                |                                                                |                                                                |  |  |  |  |  |  |  |  |  |  |  |  |  |  |  |  |  |  |  |  |  |  |  |  |  |  |  |  |  |  |  |  |  |  |  |  |  |  |  |  |  |  |  |  |  |  |  |  |
|                                        |                                        |                                        |                                        |                                         |                                         |                                         |                                         |                                         |                                         | Robert I van Bourbon-Parma (1848-1907)  | Robert I van Bourbon-Parma (1848-1907)  | Robert I van Bourbon-Parma (1848-1907) | Robert I van Bourbon-Parma (1848-1907) | Robert I van Bourbon-Parma (1848-1907) | Robert I van Bourbon-Parma (1848-1907) |                                        |                                        |                                        |                                        |                                                |                                                |                                                |                                                |                                                |                                                |                                     |                                     |                                     |                                     |                                   |                                   |                                    |                                    |                                            |                                            |                                            |                                            | Maria Antonia van Bragança (1862-1959)     | Maria Antonia van Bragança (1862-1959)     | Maria Antonia van Bragança (1862-1959) | Maria Antonia van Bragança (1862-1959) | Maria Antonia van Bragança (1862-1959)                    | Maria Antonia van Bragança (1862-1959)                    |                                                           |                                                           |                                                           |                                                           |                                                                |                                                                |                                                                |                                                                |                                                                |                                                                |  |  |  |  |  |  |  |  |  |  |  |  |  |  |  |  |  |  |  |  |  |  |  |  |  |  |  |  |  |  |  |  |  |  |  |  |  |  |  |  |  |  |  |  |  |  |  |  |
|                                        |                                        |                                        |                                        |                                         |                                         |                                         |                                         |                                         |                                         | Robert I van Bourbon-Parma (1848-1907)  | Robert I van Bourbon-Parma (1848-1907)  | Robert I van Bourbon-Parma (1848-1907) | Robert I van Bourbon-Parma (1848-1907) | Robert I van Bourbon-Parma (1848-1907) | Robert I van Bourbon-Parma (1848-1907) |                                        |                                        |                                        |                                        |                                                |                                                |                                                |                                                |                                                |                                                |                                     |                                     |                                     |                                     |                                   |                                   |                                    |                                    |                                            |                                            |                                            |                                            | Maria Antonia van Bragança (1862-1959)     | Maria Antonia van Bragança (1862-1959)     | Maria Antonia van Bragança (1862-1959) | Maria Antonia van Bragança (1862-1959) | Maria Antonia van Bragança (1862-1959)                    | Maria Antonia van Bragança (1862-1959)                    |                                                           |                                                           |                                                           |                                                           |                                                                |                                                                |                                                                |                                                                |                                                                |                                                                |  |  |  |  |  |  |  |  |  |  |  |  |  |  |  |  |  |  |  |  |  |  |  |  |  |  |  |  |  |  |  |  |  |  |  |  |  |  |  |  |  |  |  |  |  |  |  |  |
|                                        |                                        |                                        |                                        |                                         |                                         |                                         |                                         |                                         |                                         |                                         |                                         |                                        |                                        |                                        |                                        |                                        |                                        |                                        |                                        |                                                |                                                |                                                |                                                |                                                |                                                |                                     |                                     |                                     |                                     |                                   |                                   |                                    |                                    |                                            |                                            |                                            |                                            |                                            |                                            |                                        |                                        |                                                           |                                                           |                                                           |                                                           |                                                           |                                                           |                                                                |                                                                |                                                                |                                                                |                                                                |                                                                |  |  |  |  |  |  |  |  |  |  |  |  |  |  |  |  |  |  |  |  |  |  |  |  |  |  |  |  |  |  |  |  |  |  |  |  |  |  |  |  |  |  |  |  |  |  |  |  |
|                                        |                                        |                                        |                                        |                                         |                                         |                                         |                                         |                                         |                                         |                                         |                                         |                                        |                                        |                                        |                                        |                                        |                                        |                                        |                                        |                                                |                                                |                                                |                                                |                                                |                                                |                                     |                                     |                                     |                                     |                                   |                                   |                                    |                                    |                                            |                                            |                                            |                                            |                                            |                                            |                                        |                                        |                                                           |                                                           |                                                           |                                                           |                                                           |                                                           |                                                                |                                                                |                                                                |                                                                |                                                                |                                                                |  |  |  |  |  |  |  |  |  |  |  |  |  |  |  |  |  |  |  |  |  |  |  |  |  |  |  |  |  |  |  |  |  |  |  |  |  |  |  |  |  |  |  |  |  |  |  |  |
| Sixtus van Bourbon-Parma (1886-1934)   | Sixtus van Bourbon-Parma (1886-1934)   | Sixtus van Bourbon-Parma (1886-1934)   | Sixtus van Bourbon-Parma (1886-1934)   | Sixtus van Bourbon-Parma (1886-1934)    | Sixtus van Bourbon-Parma (1886-1934)    |                                         |                                         | Xavier van Bourbon-Parma (1889-1977)    | Xavier van Bourbon-Parma (1889-1977)    | Xavier van Bourbon-Parma (1889-1977)    | Xavier van Bourbon-Parma (1889-1977)    | Xavier van Bourbon-Parma (1889-1977)   | Xavier van Bourbon-Parma (1889-1977)   |                                        |                                        | Zita van Bourbon-Parma (1892-1989)     | Zita van Bourbon-Parma (1892-1989)     | Zita van Bourbon-Parma (1892-1989)     | Zita van Bourbon-Parma (1892-1989)     | Zita van Bourbon-Parma (1892-1989)             | Zita van Bourbon-Parma (1892-1989)             |                                                |                                                | Felix van Bourbon-Parma (1893-1970)            | Felix van Bourbon-Parma (1893-1970)            | Felix van Bourbon-Parma (1893-1970) | Felix van Bourbon-Parma (1893-1970) | Felix van Bourbon-Parma (1893-1970) | Felix van Bourbon-Parma (1893-1970) |                                   |                                   | René van Bourbon-Parma (1894-1962) | René van Bourbon-Parma (1894-1962) | René van Bourbon-Parma (1894-1962)         | René van Bourbon-Parma (1894-1962)         | René van Bourbon-Parma (1894-1962)         | René van Bourbon-Parma (1894-1962)         |                                            |                                            | Lodewijk van Bourbon-Parma (1899-1967) | Lodewijk van Bourbon-Parma (1899-1967) | Lodewijk van Bourbon-Parma (1899-1967)                    | Lodewijk van Bourbon-Parma (1899-1967)                    | Lodewijk van Bourbon-Parma (1899-1967)                    | Lodewijk van Bourbon-Parma (1899-1967)                    |                                                           |                                                           | ... + 5 zusters en 1 broer (en 10 halfzusters en 4 halfbroers) | ... + 5 zusters en 1 broer (en 10 halfzusters en 4 halfbroers) | ... + 5 zusters en 1 broer (en 10 halfzusters en 4 halfbroers) | ... + 5 zusters en 1 broer (en 10 halfzusters en 4 halfbroers) | ... + 5 zusters en 1 broer (en 10 halfzusters en 4 halfbroers) | ... + 5 zusters en 1 broer (en 10 halfzusters en 4 halfbroers) |  |  |  |  |  |  |  |  |  |  |  |  |  |  |  |  |  |  |  |  |  |  |  |  |  |  |  |  |  |  |  |  |  |  |  |  |  |  |  |  |  |  |  |  |  |  |  |  |